# Paranerilla limicola
Paranerilla limicola är en ringmaskart som beskrevs av V. Jouin och Bertil Swedmark 1965. Paranerilla limicola ingår i släktet Paranerilla och familjen Nerillidae. Arten är reproducerande i Sverige. Inga underarter finns listade i Catalogue of Life.